# Météorite martienne
Les météorites martiennes, anciennement appelées météorites SNC, sont des météorites retrouvées sur la Terre dont l'origine est presque certainement la planète Mars. Elles sont interprétées comme résultant de la chute sur Terre de blocs rocheux éjectés de Mars par l'impact d'un autre objet céleste.
Les météorites martiennes sont extrêmement rares : en 2018 la NASA n'en dénombrait que 124 sur les presque 60 000 météorites répertoriées. En 2021 on en connaît 262, résultant de 11 événements différents d'éjection de Mars.
Il ne faut pas confondre ces météorites martiennes avec les météorites tombées sur Mars, dont six ont été découvertes par le robot Opportunity lors de sa traversée de Meridiani Planum.

## Histoire
Les trois premières météorites martiennes connues sont des chutes : Chassigny en 1815, Shergotty en 1865 et Nakhla en 1911. Le nombre de météorites martiennes s'est ensuite accru progressivement : 9 en 1980, 25 en 2000, 57 en 2010, 124 en 2018, 262 en 2021. Ces nouvelles météorites martiennes sont toutes des trouvailles (essentiellement dans les déserts et en Antarctique), sauf deux : Zagami (en) en 1962 et Tissint en 2011.
La première suggestion que les météorites SNC proviennent de Mars date de 1983 : l'analyse par activation neutronique instrumentale et radiochimique des météorites de ce groupe montre des caractéristiques chimiques, isotopiques et pétrologiques compatibles avec les données martiennes. Les résultats sont confirmés quelques années plus tard à l'aide de méthodes similaires. Dès la fin de 1983, un nouvel argument vient appuyer l'hypothèse : les concentrations de divers isotopes de gaz nobles de certaines des shergottites (gaz de l'atmosphère martienne, piégé lors de l'impact qui a provoqué l'éjection de la météorite martienne) sont compatibles avec les observations de l'atmosphère de Mars faites par les sondes Viking dans les années 1970.
Un article de 2000 rassemble les arguments utilisés pour conclure que les météorites SNC (dont 14 sont alors connues) viennent de Mars. En résumé : « Il semble peu probable que les SNC ne soient pas de Mars. Si elles provenaient d'un autre corps planétaire, il devrait être sensiblement identique à la planète Mars telle qu'on la comprend aujourd'hui. »,.

## Classification

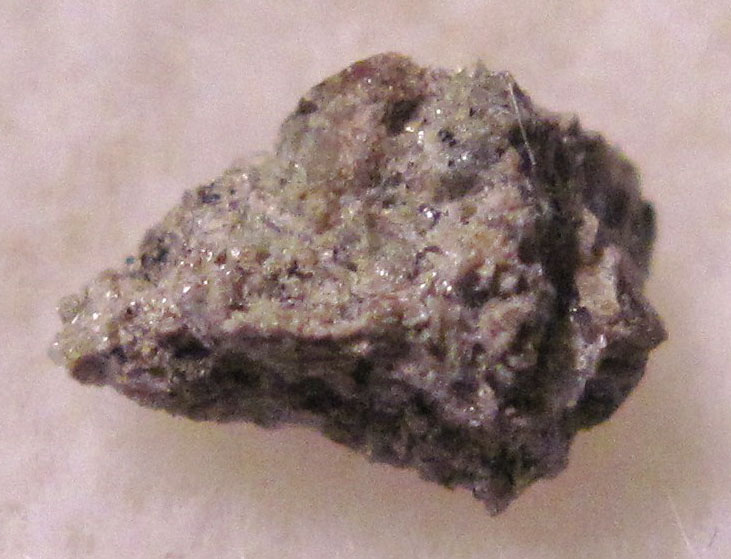
Fragment de la météorite Shergotty (50 mg). Collection Hupé.

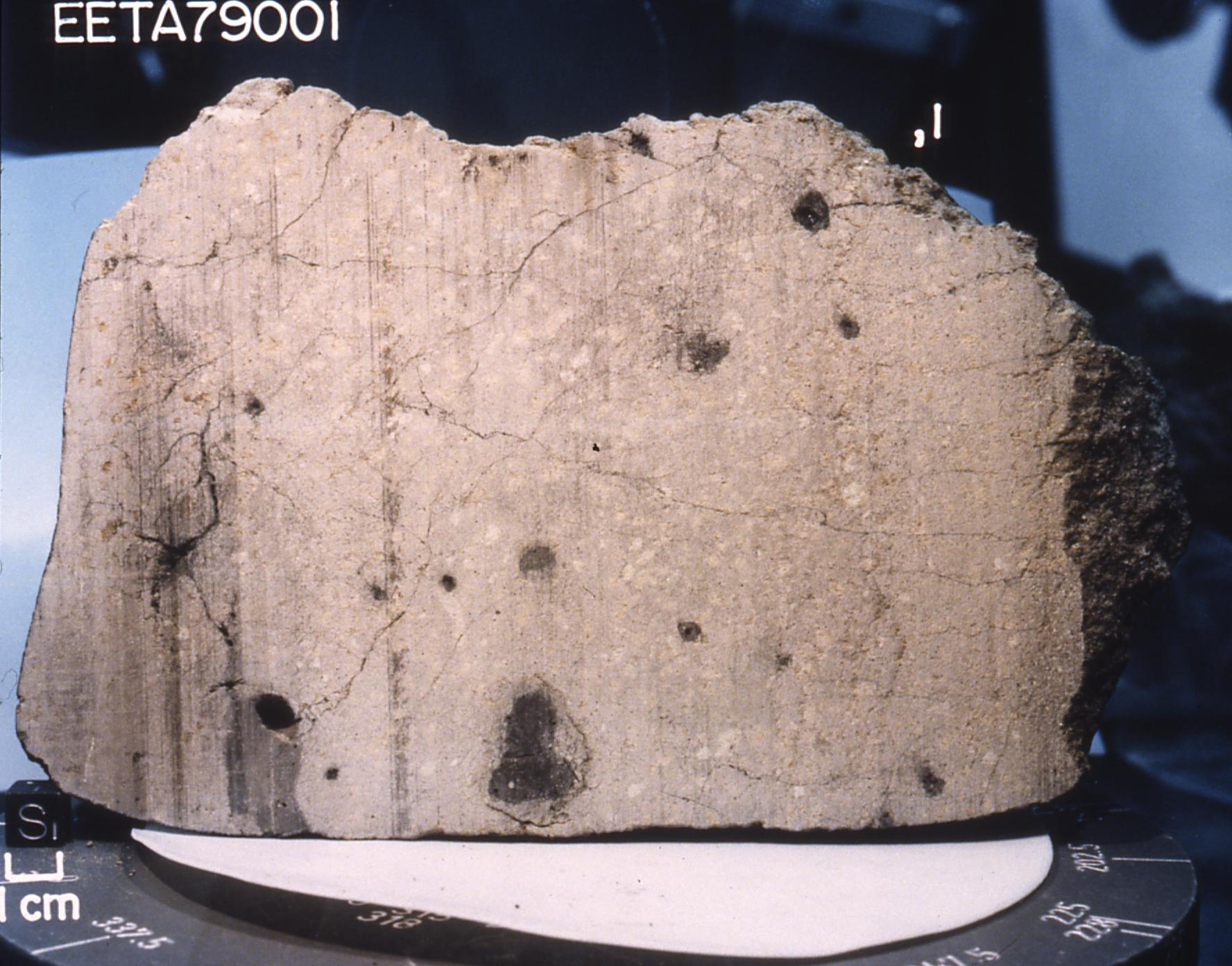
EETA 79001, une shergottite.

On classe les météorites martiennes en trois groupes principaux :
- les shergottites, du nom de la météorite de Shergotty (tombée en Inde en 1865). Ce sont des basaltes composés essentiellement de pigeonite et d'augite. Ce groupe rassemble environ les trois-quarts des météorites martiennes ;
- les nakhlites, du nom de la météorite de Nakhla (tombée en Égypte en 1911). Ce sont des achondrites riches en augite. On en aurait découvert sept jusqu'à présent[Quand ?] ;
- les chassignites, du nom de la météorite de Chassigny (tombée en France en 1815). Ce sont des achondrites très riches en olivine.

D'autres météorites non groupées sont potentiellement le premier représentant d'un groupe (comme Chassigny l'a été jusqu'en 2005) :
- les orthopyroxénites, essentiellement constituées d'orthopyroxène. Leur seul représentant connu est ALH 84001 (trouvée en Antarctique en 1984) ;
- les brèches basaltiques, probables échantillons du sol martien. Leur seul représentant connu est la paire NWA 7533/7034 (trouvées au Sahara en 2011 et 2012).

Ces groupes diffèrent par leur minéralogie mais possèdent la même signature isotopique.
En 2020, neuf groupes sont proposés :
- shergottites basaltiques (exemple : NWA 8657) ;
- shergottites olivine-phyriques (exemple : LAR 06319) ;
- shergottites poïkilitiques (exemple : NWA 4468) ;
- shergottites gabbroïques (exemple : NWA 6369) ;
- shergottites riches en augite (exemple : NWA 8159) ;
- nakhlites (exemples : Nakhla, MIL 090030) ;
- chassignites (exemples : Chassigny, NWA 2737) ;
- brèches régolithiques (exemple : NWA 7533/7034) ;
- orthopyroxénites (exemple : ALH 84001) ;

## Origine

### Formation des roches

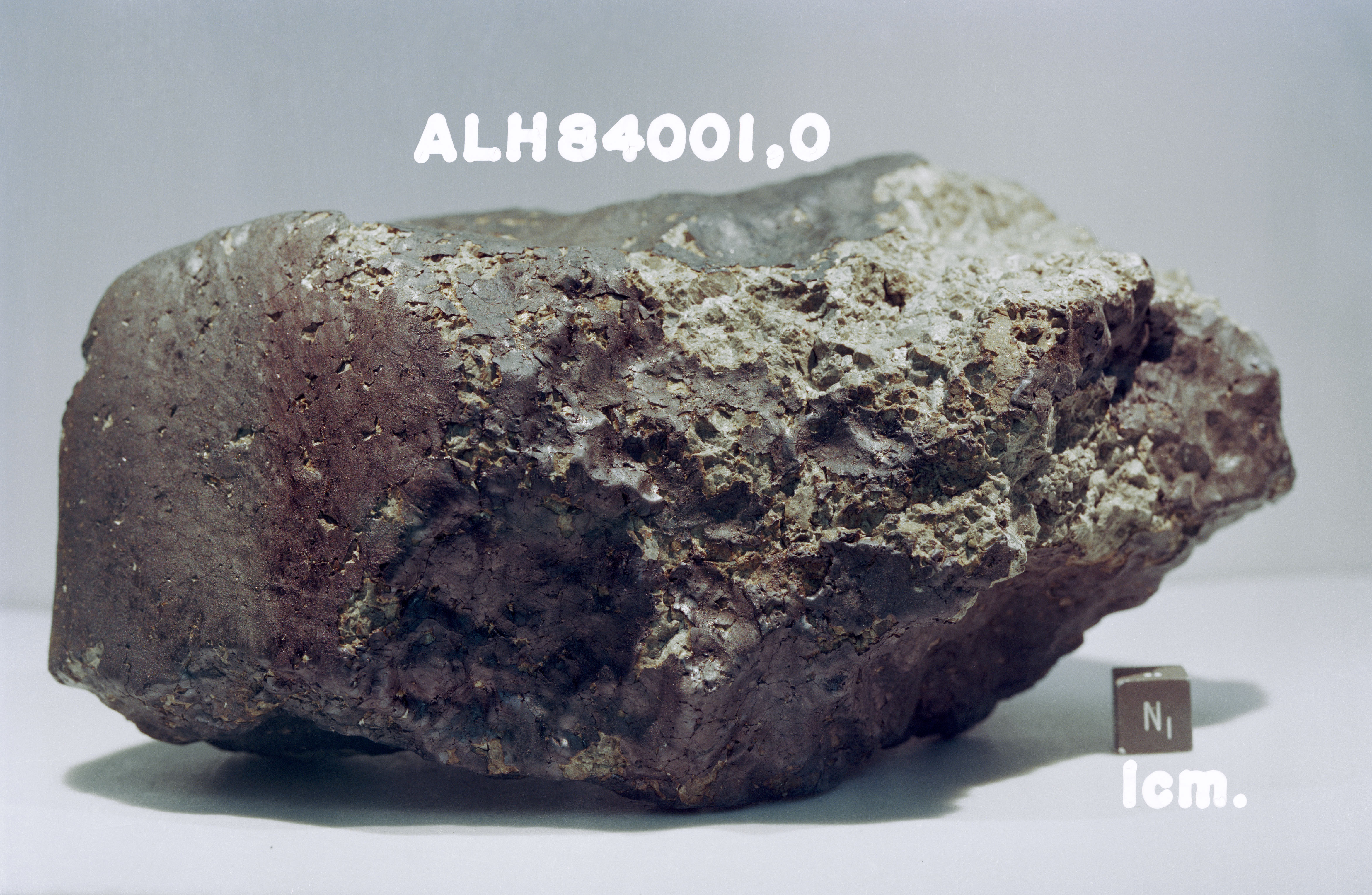
ALH 84001.

Les météorites martiennes étant toutes des roches magmatiques, on peut en dater la formation par différentes méthodes radiométriques, et notamment par la méthode plomb-plomb. La plupart sont d'âge amazonien (< 3,2 Ga) et même plus jeunes que 2,4 Ga, donc de formation relativement récente.
- La plus vieille est ALH 84001 : 4,1 Ga ; cet âge est néanmoins significativement plus petit que ceux des météorites non martiennes (tous très proches de 4,6 Ga). Certains clastes de la brèche NWA 7034 sont plus vieux, jusqu'à 4,5 Ga[3].
- Les nakhlites et les chassignites se sont cristallisées autour de 1,3 Ga.
- L'âge de cristallisation des shergottites varie entre 596 et 150 Ma.

### Éjection de Mars
Les traces de rayons cosmiques dans les météorites indiquent qu'elles ne sont pas restées longtemps dans l'espace :
- ALH 84001 a été éjectée de Mars il y a environ 20 Ma ;
- les nakhlites et les chassignites ont été éjectées il y a environ 11 Ma ;
- l'âge d'exposition des shergottites varie entre 1 et 5 Ma.

Les cratères d'impact de suffisamment grande taille pour être à l'origine de l'éjection des météorites martiennes ne sont pas très nombreux. Le cratère Zunil a un temps été suspecté d'être à l'origine des shergottites ou d'une partie d'entre elles, mais le cratère Mojave semble être un meilleur candidat.
Les nakhlites et les chassignites ont toutes le même âge de cristallisation (∼1,3 Ga), le même âge d'éjection (∼11 Ma), des compositions isotopiques dites appauvries (en isotopes radiogéniques (87Sr, 144Nd, 184W), des minéraux riches en volatils semblables et des textures comparables. Il est donc fort probable qu'elles proviennent du même endroit et appartiennent au même système volcanique.

### Métamorphisme de contact
Toutes les météorites martiennes montrent les stigmates d'un métamorphisme de choc. L'éjection de Mars ne requérant que des pressions de l'ordre de 10 GPa, il est possible que les transformations nécessitant de plus hautes pressions, comme celle du plagioclase en maskelynite (en), soient antérieures à l'éjection et dues à des impacts plus anciens.